# Cantone di Portovelo
Il cantone di Portovelo è un cantone dell'Ecuador che si trova nella provincia di El Oro.
Il capoluogo del cantone è Portovelo.